# Santantonades dels Ports de Morella
Les Santantonades dels Ports de Morella són una festa popular i tradicional que se celebra pels volts del dia de Sant Antoni, el 17 de gener, a diferents localitats de la comarca dels Ports, al País Valencià.

## Trajectòria
Reben el nom de santantonaes les festes que se celebren a diversos indrets del nord del País Valencià (els Ports i el Maestrat), la Franja de Ponent (el Matarranya) i el sud de Catalunya (la Terra Alta) sota l'advocació de Sant Antoni Abat —també conegut com Sant Antoni del porquet— pels voltants del dia de la seua onomàstica, el 17 de gener. La comarca dels Ports de Morella és la zona on aquesta festa té més presència. Malgrat el progressiu despoblament sofert durant el segle XX (superior al 30%), l'arrelament a les tradicions de les seues gents i l'adaptació als nous contextos socials i festius han permès que, actualment, tots els municipis de la comarca dels Ports de Morella (Castellfort, Cinctorres, Forcall, Herbers, la Mata, Morella, Olocau del Rei, Palanques, Portell de Morella, Sorita, la Todolella, Vallibona i Villores) encara celebren d'una manera o d'una altra la santantonà. Totes aquestes festes presenten unes característiques més o menys similars. Aquesta unitat formal es caracteritza per la conservació d'una sèrie d'elements rituals bastant arcaics, el contingut parateatral dels quals és notable. En els darrers anys, hom ha observat un renovat interès per aquest tipus de manifestacions. Tant és així que el 2011 la festa de Sant Antoni de Forcall fou declarada Bé d'Interès Cultural Immaterial per la Generalitat Valenciana. A més, poblacions de comarques veïnes, com Ares, Catí, Vilafranca (Alt Maestrat), Benicarló, Càlig o Vinaròs (Baix Maestrat), també són reconegudes per les festes de sant Antoni que s'hi celebren.

## Història
Les festivitats de Sant Antoni celebrades en l'arc Mediterrani occidental presenten una diversitat notable, fruit d'un recorregut temporal llarg i d'una renovació festiva contínua. El culte a sant Antoni (251-356) s'inicia a l'Egipte poc després de la seua mort, gràcies a la redacció de la Vita Antonii, de sant Atanasi, bisbe d'Alexandria durant el segle IV, qui el conegué i en fou amic. L'èxit d'aquesta i d'altres obres hagiogràfiques sobre el sant durant el bell mig de l'edat mitjana, el trasllat el segle XI de les seues relíquies a l'actual Saint Antoine-l'Abbaye —a tocar de Viena del Delfinat (Occitània)— i la fundació de l'orde dels Hospitalers de Sant Antoni el 1095 en potencien el culte a Europa i, especialment, a l'àrea Mediterrània. Durant els segles XVII i XVIII el sant és vinculat al món agrícola. En èpoques més recents, amb la crisi rural producte de la industrialització galopant, la festa s'adequa i s'adapta als nous usos socials mitjançant processos de mutació de significats i de continguts. Per exemple, la benedicció de les cavalleries és canviada per la dels tractors mecànics i, posteriorment, per la dels animals de companyia. Paradoxalment, durant els darrers anys del segle XX i els primers del XXI, les festes associades a la figura del sant agrari experimenten una renovació important a tota la zona valenciana en general i al nord de Castelló en particular. Una mena de neoruralisme i un desig de retrobar identitats amb les festes més tradicionals en són, com apunten diversos investigadors, la causa.
Des del punt de vista dramàtic, són diversos els elements dignes a tindre en compte. Per una banda, hom hi pot trobar textos hagiogràfics en prosa i en vers escrits, majoritàriament en castellà, per autors locals com el morellà Gassulla d'Ursino. Aquestes relacions, lloes, publicates i obres dramàtiques són elaborades principalment durant el segle xviii i el XIX i d'estètica barroca o barroquitzant, i són fruit de la influència d'una castellanització galopant que des de les zones urbanes arribà a les perifèries rurals del país. Aquests textos, combinats amb els balls de dimonis i d'altres personatges, s'adscriuen en el gènere dels balls parlats, característics també de les zones més pròximes d'Aragó i Catalunya. Per altra banda, s'entremesclen tota una sèrie d'elements parateatrals d'aspecte arcaic relacionats amb altres representacions típiques del cicle festiu d'hivern i carnestoltesc, com els simulacres de feines agràries, els balls de dimonis, les execucions dramàtiques de tipus mímic, l'existència de personatges arquetípics caracteritzats per la dualitat bé-mal, la inversió de rols o la transgressió típicament medieval.